# Église Saint-Aignan de Fontaine-les-Ribouts
L'église Saint-Aignan de Fontaine-les-Ribouts est une église située sur le territoire de la commune de Fontaine-les-Ribouts, dans le département français d'Eure-et-Loir. Elle relève de la paroisse Bienheureux François de Laval en Thymerais (qui a son siège à Châteauneuf-en-Thymerais).

## Protection
L'église Saint-Aignan est inscrite au titre des Monuments historiques depuis 1953.

## Description
L'église date dans son ensemble du XVe siècle. L’ensemble, qui a pu être édifié vers les XIe, a toutefois été reconstruit et agrandi entre la fin du XVe et la première moitié du XVIe dans le style gothique flamboyant (comme l’atteste la forme tourmentée comme des flammes des réseaux de pierre animant les fenêtres).
Sur le poinçon de la ferme située à l’entrée du sanctuaire est dressé un Christ en croix polychrome remontant au XVIIe, reste d’une poutre de gloire dont subsisterait une statue de saint Jean placée dans les stalles.
Certaines baies ont conservé des fragments de vitraux du XVIe siècle. Dans la chapelle latérale nord se trouve notamment un arbre de Jessé du premier quart du XVIe siècle, tandis que dans la chapelle sud, de la même époque, est visible un saint Jean-Baptiste portant l'agneau pascal. Quatre verrières de l'édifice sont ainsi classées monument historique au titre d'objet, partiellement (baies 4 à 6, 8).
Outre ces vitraux, l'élément le plus remarquable de cet édifice est, à l'intérieur, le retable encadré des statues de saint Aignan et saint Sébastien, qui se détachent sur un fond de boiserie sculptée de volutes et de motifs végétaux, dans un style rococo.
L’église présente deux exemples du droit de prééminence, jadis réservé aux seigneurs du lieu : 
- le droit de sépulture avec la présence dans la chapelle nord de la pierre tombale de Marie Anne Perrichon, « veuve de Jean-Baptiste Paignon écuyer, secrétaire du roi seigneur de Fontaine et autres lieux endormie dans le seigneur le 6 juillet 1769 » ;
- le droit de litre avec des vestiges de cette bande noire ornée des armoiries du seigneur timbrées de la couronne comtale peinte à l’occasion de ses funérailles sur les murs de l’église.

L'église Saint-Aignan
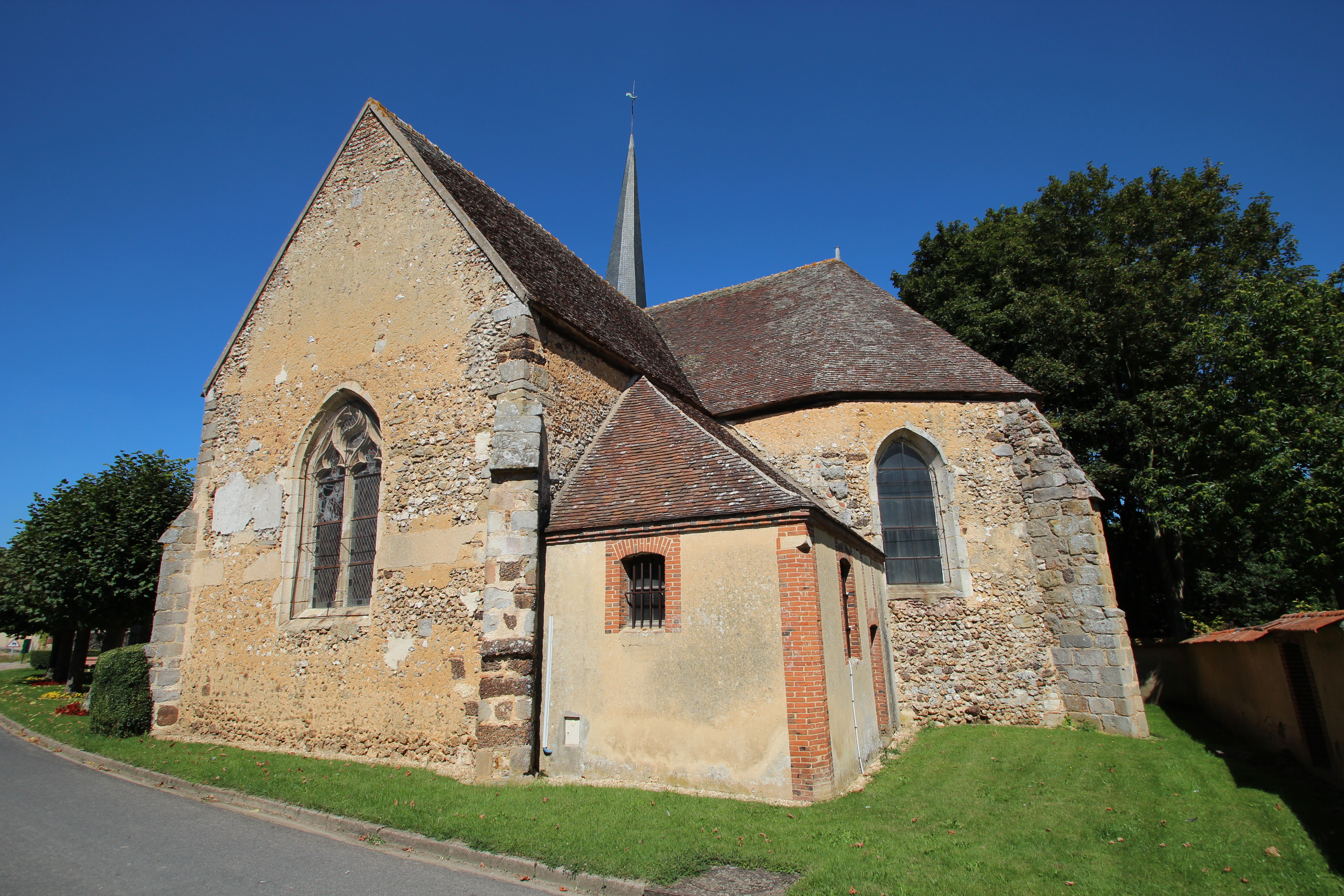
La chapelle sud, contre laquelle a été construite la sacristie.
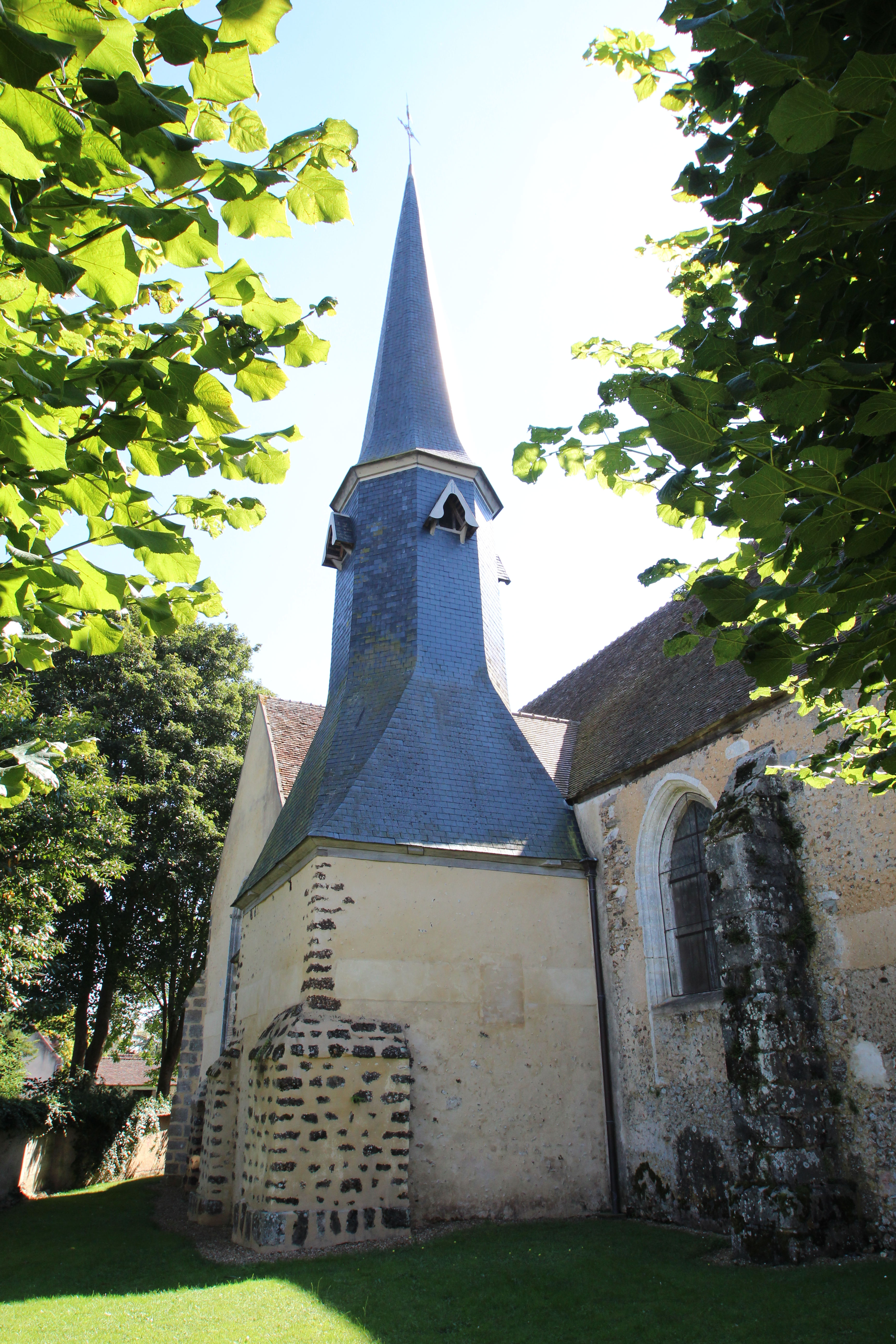
Le clocher.
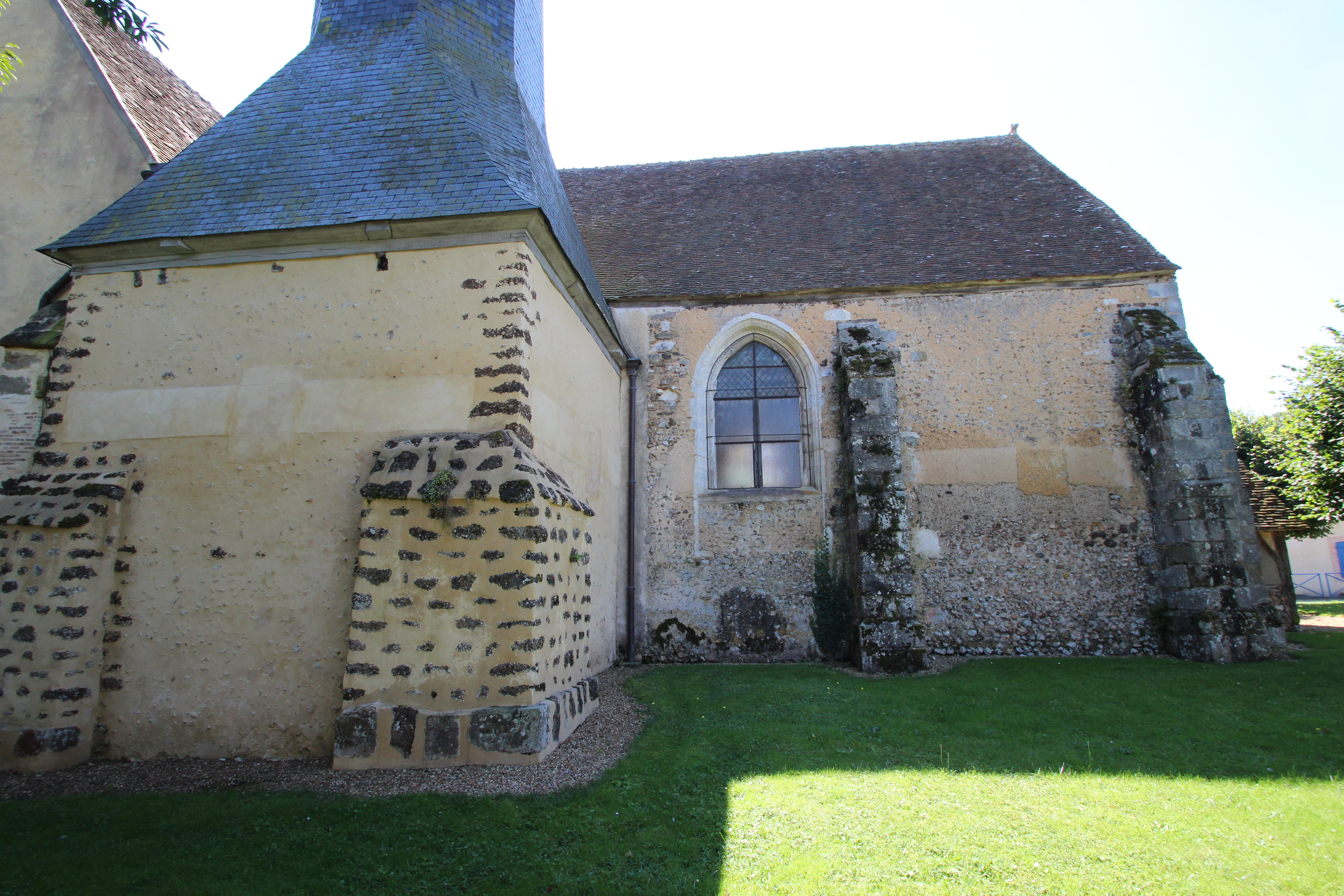
Le clocher et la face nord de la nef.

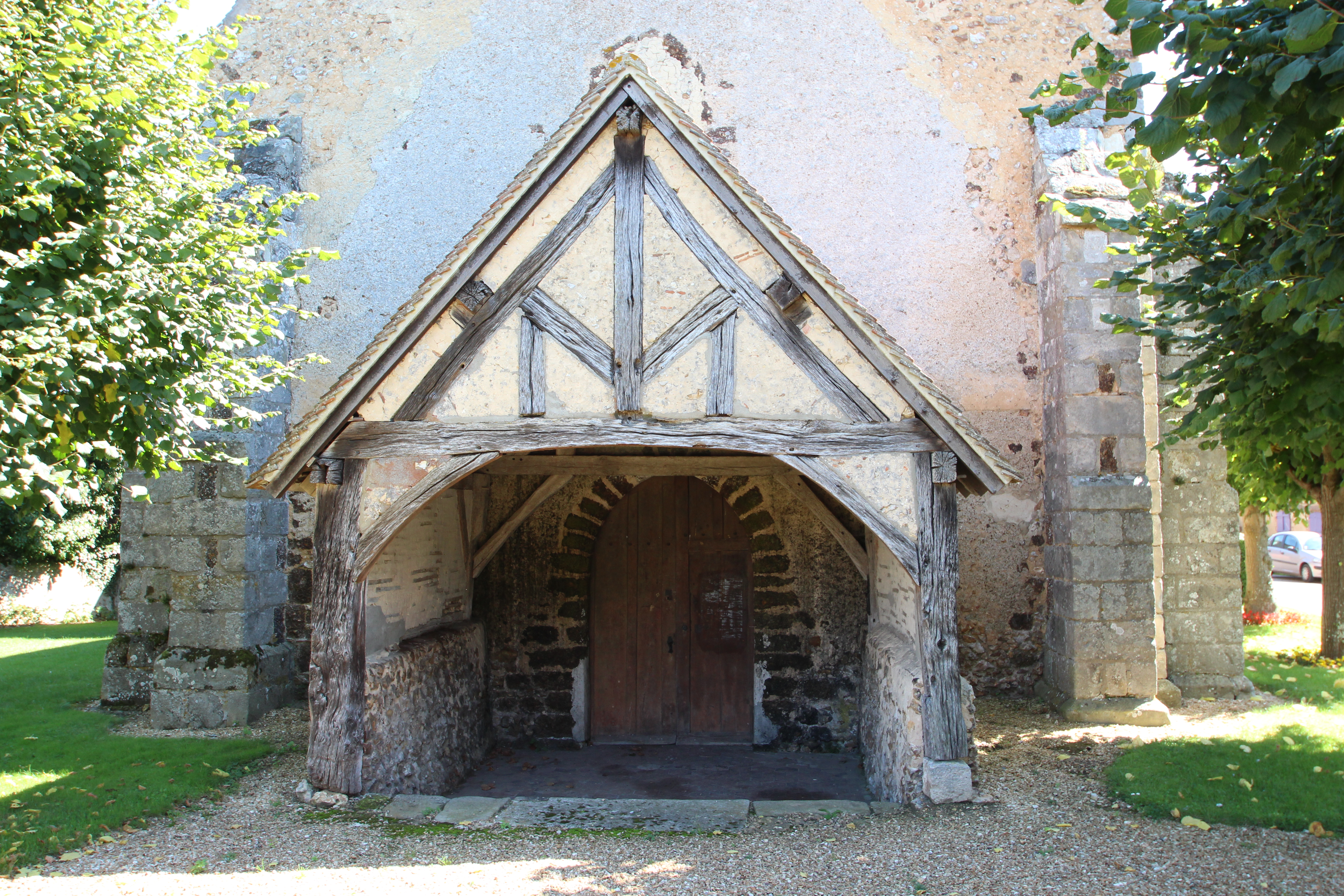
Le porche à deux pans précédant le portail d'entrée.